# Euthemis leucocarpa
Euthemis leucocarpa är en tvåhjärtbladig växtart som beskrevs av William Jack. Euthemis leucocarpa ingår i släktet Euthemis och familjen Ochnaceae. Inga underarter finns listade i Catalogue of Life.